# 阮氏玉璿
明義公主阮氏玉璿（越南语：／，1764年—1782年），阮朝追尊興祖孝康皇帝阮福㫻三女，嘉隆帝（阮福映）異母妹妹。
阮氏玉璿生母為慈妃阮氏珄，景興四十年（1779年）跟隨孝康皇后阮氏環到嘉定，後嫁掌奇阮有瑞。三年後（1782年）西山賊攻到柴棍，她和阮有瑞一同率領部隊抵抗；西山將領平戎阮文金襲擊阮有瑞，二人和部隊退守江陵並失散。阮氏玉璿潛藏在巴撫，平化人阮興軒提供食物和住所給她；阮文金得知就逼她歸堡，後來又逼遷至柴棍，但她在三沱江時大罵西山賊，跳江自殺而死，虛歲十九。
明命十九年（1838年），明命帝追贈明義太長公主（越南语：／），諡貞烈，祀展親後祠，無子。